# Emmalyn Estrada
Emmalyn Estrada, nota anche con lo pseudonimo di Emmalyn (Vancouver, 5 aprile 1992), è una cantautrice, ballerina e attrice canadese di origini filippine.
Nel 2012 fa parte delle Pussycat Dolls, sino al 2013 quando, su volere della creatrice del gruppo Robin Antin il progetto delle Pussycat Dolls viene accantonato per dar vita al gruppo delle G.R.L..
Dopo la morte di uno dei suoi componenti, nel 2016 tramite Twitter annuncia che non prenderà parte alle G.R.L., ma che supporta la decisione dei componenti che ne prenderanno parte. Il 21 luglio 2016 pubblica un singolo da solista, intitolato #FreeTitties.
Nel 2020 rientra nel gruppo delle G.R.L.

## Carriera

### 2009 – 2011: gli inizi e il successo
Nel 2009 Emmalyn Estrada partecipa agli Beat Music Awards tenutosi a Vancouver sponsorizzato da The Beat 94.5 (radio locale di Vancouver). Estrada vince la competizione e pubblica il 2 luglio 200 9 il suo singolo di debutto dal titolo Get Down con al RockSTAR Music Corp. Il singolo ottiene una nomination nella categoria Best New Artist or Group-Rhythmic/Urban/R&B/Dance agli Canadian Radio Music Awards del 2010. Nel 2010 rilascia il suo secondo singolo dal titolo Don't Make Me Let You Go, prodotto in questo caso dalla  TUG (The Ultimate Group) Music Entertainment. Il 29 novembre dello stesso anno, viene rilasciato il video del singolo.
Nel 2011 ottiene il ruolo in due differenti film per la televisione: The Wishing Tree e Forever 16.

### 2012 - 2015: le Pussycat Dolls e le G.R.L.
Nel 2012 sostituisce Natalie Mejia nella formazione delle Pussycat Dolls (la quale sarà anche l'ultima). Nel febbraio 2013, Robin Antin dichiara di aver accantonato il progetto delle nuove Pussycat Dolls e che le nuove ragazze (Emmalyn Estrada, Simone Battle, Paula Van Oppen, Lauren Bennett e Natasha Slayton) hanno dato vita ad un nuovo gruppo dal nome G.R.L..
Nel marzo 2013 ottiene un ruolo nella serie televisiva Bates Motel, recitandovi per alcune episodi
Il gruppo viene presentato ufficialmente nell'aprile 2013 presso il Chateau Marmont Hotel a Los Angeles. La band, il 18 giugno 2013, pubblica il loro singolo di debutto intitolato Vacation, il quale viene incluso nella colonna sonora del film d'animazione I Puffi 2. Il 16 giugno 2013 la canzone viene temporaneamente pubblicata come "lato b" della canzone Ooh La La della cantante Britney Spears, diventata la colonna sonora del film d'animazione I Puffi 2.
Il 28 gennaio 2014 il gruppo ha annunciato tramite loro pagina Facebook ufficiale che la canzone Show Me What You Got è stata inserita all'interno del 49º volume della serie di album Now That's What I Call Music!, pubblicato il 4 febbraio negli Stati Uniti.
Il 25 febbraio 2014 il rapper Pitbull pubblica il singolo Wild Wild Love, che vede la collaborazione con le G.R.L.. Il 1º luglio 2014 viene pubblicata la canzone Ugly Heart, primo singolo dell'album del gruppo. Sempre nel luglio 2014 il gruppo rilascia il suo primo EP, dal titolo G.R.L..
A seguito della morte di Simone Battle il gruppo prende una pausa di alcuni mesi. Dopo tale pausa, il gruppo ritorna come quartetto pubblicando, 15 gennaio 2015, Lighthouse.
Il 10 marzo 2015 la band ha rivelato che apriranno le date australiane del That Bass Tour di Meghan Trainor.
Il gruppo decide di sciogliersi nel maggio 2015, comunicandolo ufficialmente il 2 giugno 2015.

### 2016 - 2019: Il ritorno da solista
Nel 2016 tramite Twitter annuncia che non prenderà parte alla reunion delle G.R.L., ma che supporta la decisione dei componenti che ne prenderanno parte. Il 21 luglio 2016 pubblica un singolo da solista, intitolato #FreeTitties.

### 2020 - presente: ritorno nelle G.R.L.
Nel 2020 ritorna a far parte del collettivo G.R.L. ricongiungendosi con Lauren Bennett e Natasha Slayton.

## Vita privata
Emmalyn Estrada nel 2009 si trasferisce a Los Angeles, negli Stati Uniti, successivamente nel 2011 ritorna a vivere a Vancouver. Si trasferisce nuovamente a Los Angeles nel 2013, dopo essere entrata nella formazione delle Pussycat Dolls.
È la sorella di Elise Estrada, nota cantante in Canada.

## Discografia

### Con le G.R.L.
- 2014 - G.R.L.

### Solista
- 2009 - Get Down
- 2010 - Don't Make Me Let You Go
- 2016 - #FreeTitties

## Filmografia

### Televisione
- The Wishing Tree - (2011)
- Forever 16 - (2011)
- Bates Motel - serie TV, episodi 1x01-1X02-1x08-1X10 (2013)

## Premi e riconoscimenti
| Anno | Premio                      | Categoria                                         | Album/Singolo | Risultato   |
| ---- | --------------------------- | ------------------------------------------------- | ------------- | ----------- |
| 2010 | Canadian Radio Music Awards | Best New Artist or Group-Rhythmic/Urban/R&B/Dance | Get Down      | Candidato/a |